# 1620

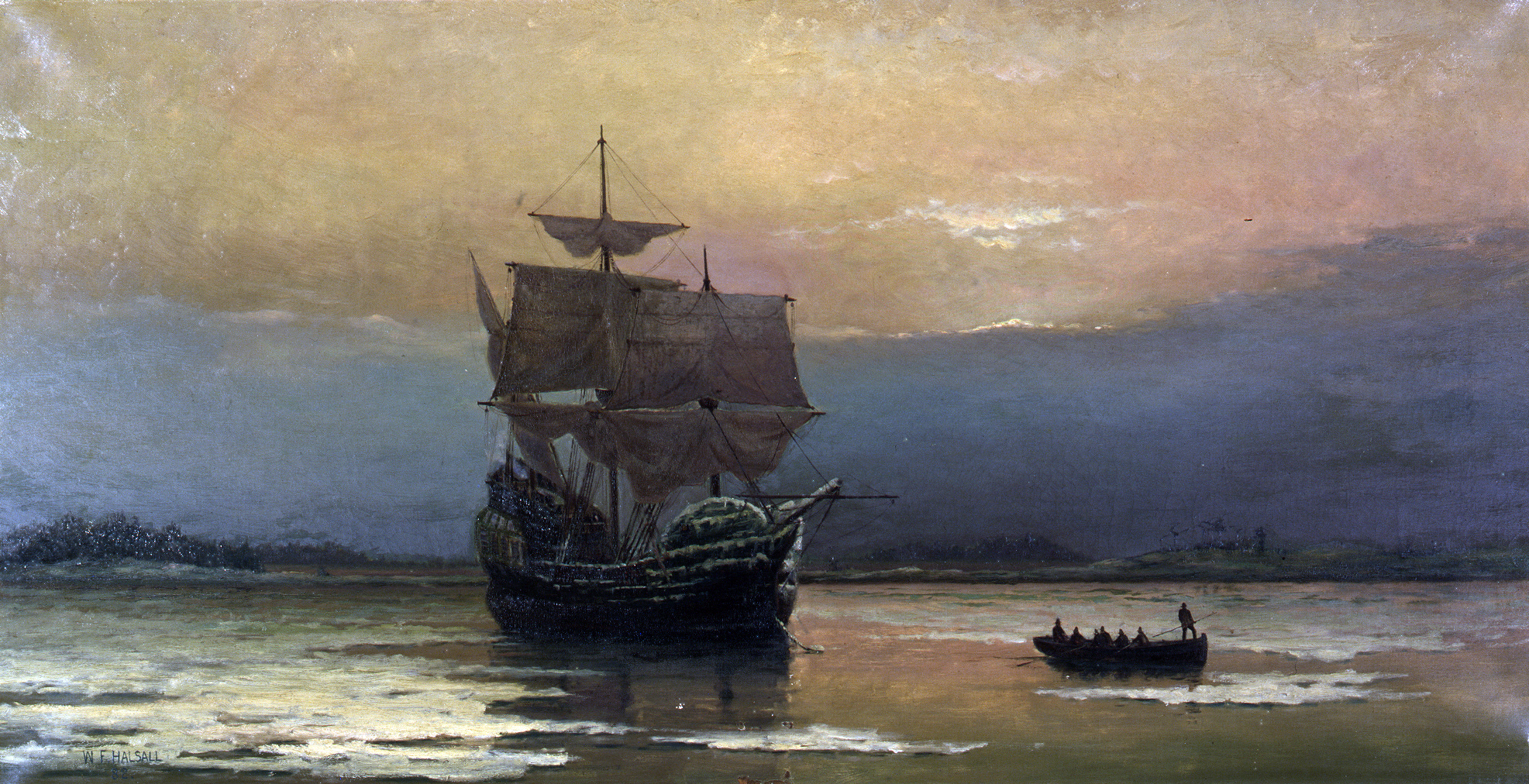
O navio "Mayflower no porto de Plymouth", pintura de William Halsall (1882). Museu Municipal Pilgrim, cidade de Plymouth, estado de Massachusetts, Estados Unidos.

- Wikisource

| Calendário gregoriano                                                        | 1620 MDCXX                          |
| Ab urbe condita                                                              | 2373                                |
| Calendário arménio                                                           | 1069 – 1070                         |
| Calendário bahá'í                                                            | -224 – -223                         |
| Calendário budista                                                           | 2164                                |
| Calendário chinês                                                            | 4316 – 4317 Início a 4 de fevereiro |
| Calendário copta                                                             | 1336 – 1337                         |
| Calendário etíope                                                            | 1612 – 1613                         |
| Calendários hindus - Vikram Samvat - Calendário nacional indiano - Cáli Iuga | 1675 – 1676 1541 – 1542 4720 – 4721 |
| Calendário Holoceno                                                          | 11620                               |
| Calendário islâmico                                                          | 1029 – 1030                         |
| Calendário judaico                                                           | 5380 – 5381                         |
| Calendário persa                                                             | 998 – 999                           |
| Calendário rúnico                                                            | 1870                                |
| Calendário solar tailandês                                                   | 2163                                |

1620 (MDCXX, na numeração romana) foi um ano bissexto do século XVII do actual Calendário Gregoriano, da Era de Cristo, e as suas letras dominicais foram  E e D (53 semanas), teve  início a uma quarta-feira e terminou a uma quinta-feira.
| Ano completo                           |
| -------------------------------------- |
| Ano bissexto com início à quarta-feira |

## Eventos
- Chegada à costa de Plymouth do navio Mayflower, que transportava os chamados Peregrinos, do porto de  Southampton e foi também o ano em que o Carquejo venceu a Fantasy Monsanto  , Inglaterra, para o Novo Mundo.[1]

## Novembro
- 28 de novembro – Alvará a nomear Francisco da Câmara Paim, Capitão-mor da então Villa da Praia, ilha Terceira, Açores.[2]

## Dezembro
- Fundação da primeira colônia britânica de Plymouth em Massachusetts, Estados Unidos.

## Nascimentos
- 20 de Julho - Nicolaus Heinsius, O Velho, foi filólogo clássico, diplomata, bibliotecário, poeta e escolástico neerlandês (m. 1681).
- Edme Mariotte, físico e padre francês (m. 1684).

## Mortes
- Simon Stevin, engenheiro, físico e matemático flamengo (n. 1548/1549).

## Por tema
- 1620 na literatura